# Barbacoa al estilo San Luis

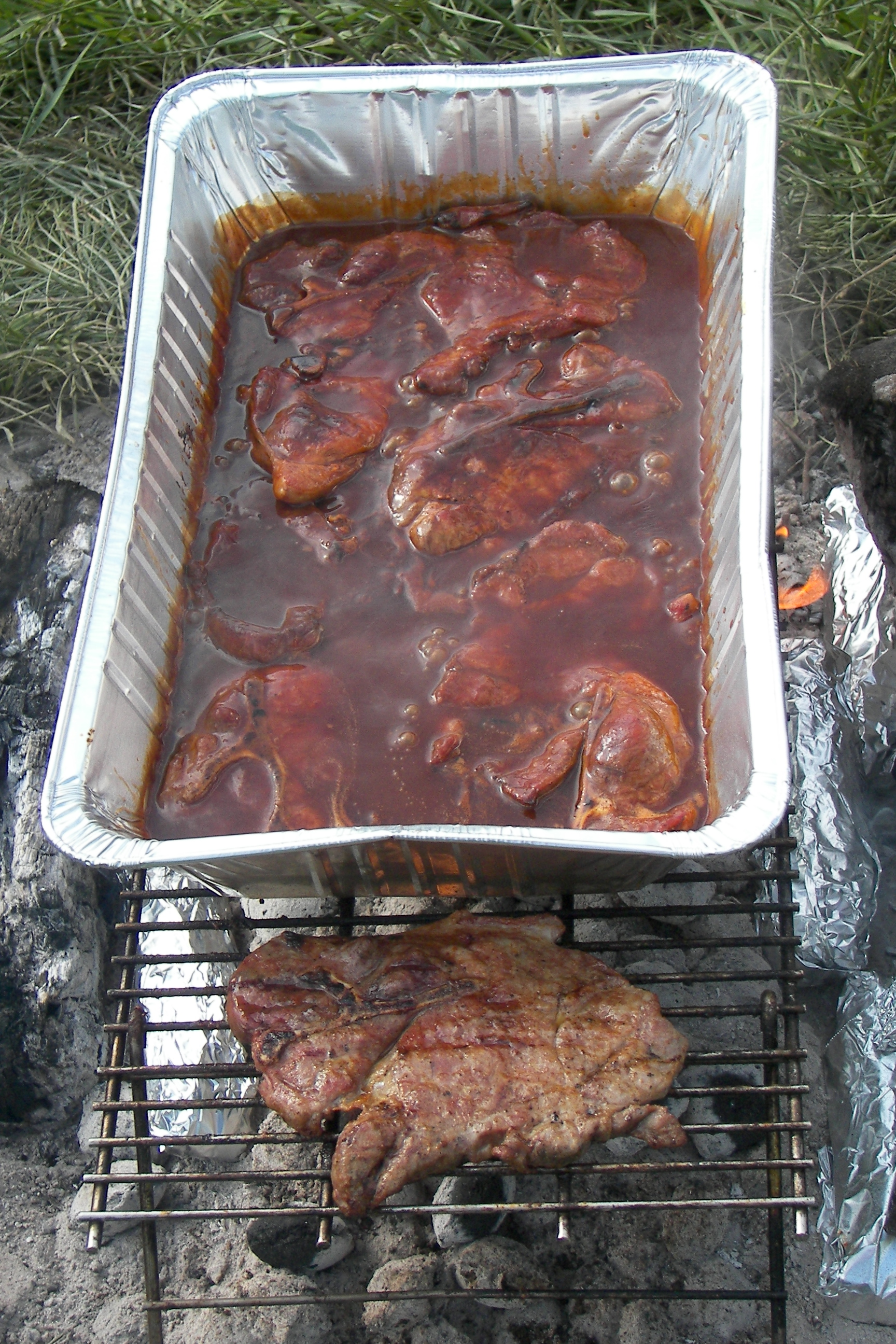
Carne de cerdo cociéndose.

Barbacoa al estilo San Luis (en inglés St. Louis-style barbecue) es un término usado para describir varios estilos parecidos de preparar productos de cerdo. Estos platos son populares en la región de San Luis (Misuri), siendo frecuente encontrar tarros enormes de salsa San Luis en las secciones de salsas de los supermercados de la zona. Los estilos cambian según el vecindario y la comunidad de la zona metropolitana de San Luis.

## Costillas de cerdo
Las costillas al estilo San Luis (St. Louis-style ribs), cortadas de spareribs, son un buen ejemplo de estas recetas. Para prepararlas, se retiran los huesos de la falda de la parte baja del costillar. La cocción a fuego lento y a baja temperatura es clave en la preparación, sobre una buena parrilla ahumada. Untar con salsa las costillas es crucial para el sabor distintivo, usando salsa barbacoa al estilo San Luis de forma generosa, alternando su aplicación con el asado de las costillas para lograr la caramelización.

## Pork steaks
Otro plato básico de la barbacoa al estilo San Luis es el pork steak, que se corta típicamente de la paletilla del cerdo (Boston butt) y es bastante graso si no se recorta el tocino. El asado se corta en filetes de unos 25 mm de grosor, con el borde de grasa. Hay dos estilos distintivos de pork steak al estilo San Luis.

### A fuego lento en salsa
Una receta implica asar a la parrilla a fuego bajo hasta que la carne se ase, y entonces cocerla a fuego lento en una sartén con salsa barbacoa que se pone sobre la parrilla, a veces añadiendo rábano u otros ingredientes picantes. A menudo se usa cerveza para evitar que la salsa espese demasiado, y la carne se ablanda muchísimo cuando se cocina correctamente de esta forma. Esta variante es especialmente popular en el sur de San Luis.

### A fuego lento y caramelizando

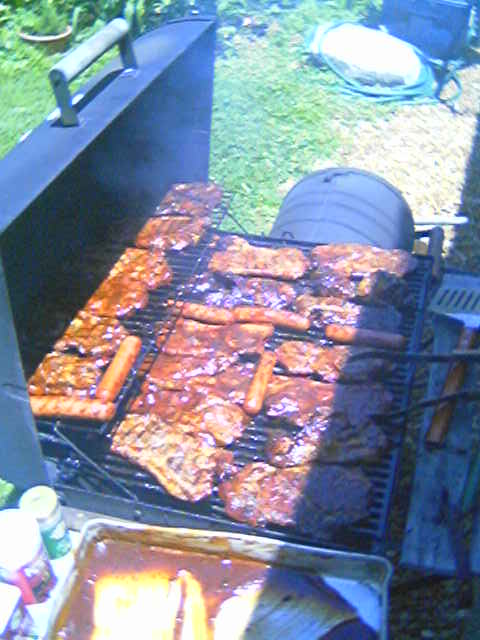
Una parrilla al estilo San Luis.

Otra forma de preparación es dorar rápidamente la carne a fuego alto, poniéndola entonces sobre una parrilla cubierta y cociéndola a fuego bajo (170-200 °C) durante varias horas. Cuando los filetes están listos, se pintan o mojan en salsa barbacoa estilo San Luis, y devolviéndolos a la parrilla para caramelizarlos, dándoles la vuelta con frecuencia. Este paso puede repetirse varias veces antes de servir. El calor bajo hace que las proteínas de este corte normalmente duro se rompan, al tiempo que la grasa se disuelve y es absorbida por la carne. El resultado es un entrante sorprendentemente tierno y sabroso, que es el plato central (junto con la cerveza) de muchas fiestas en las afueras de San Luis.

## Crispy snoots
Los crispy snoots son carrillos y morros de cerdo, cortes ricos en grasa. Sueles asarse a la parrilla hasta que están crujientes, y servirse con salsa barbacoa para mojar.

## Bratwurstysalsiccia
La bratwurst picante y la salsiccia suelen asarse al estilo San Luis. Se adquieren crudas de alguna de las muchas carnicerías o tiendas de carne locales, se marinan en cerveza y se asan a la parrilla, cubriéndolas con salsa y caramelizándolas. Muchos aficionados a la barbacoa de San Luis mantienen una sartén de chucrut tras la parrilla para servirla con las salchichas.

## Salsa estilo San Luis
La salsa barbacoa al estilo San Luis suele hacerse a base de tomate, aclarado ligeramente con vinagre, y resultando dulce y picante. No es tan dulce y espesa como la salsa barbacoa al estilo Kansas, ni tan picante y clara como al de estilo Texas. Una barbacoa al estilo San Luis no está completa sin generosas cantidades de salsa. Habitualmente se emplea cerveza para los marinados de salchichas de cerdo como la salsiccia y la bratwurst.
La salsa barbacoa Maull's es una marca local típica y popular de salsa barbacoa al estilo San Luis. Otra marca popular, Ott's, también se fabrica en Misuri. La versión original de finales de los años 1940 se comercializa actualmente como salsa barbacoa Silver Dollar City. Tanto Maull's como Ott's se encuentran en varias ciudades.

## Un menú barbacoa al estilo San Luis
Un menú típico en una barbacoa al estilo San Luis incluye baked beans estofadas con sabor a salsa barbacoa, corn on the cob (mazorca de maíz asada a la parrilla envuelta en papel de aluminio), coleslaw (los sanluisianos distinguen la cremosa de la avinagrada) y a menudo un postre preparado también a la parrilla, como rodajas de piña fresca mojadas en salsa de coco, ron y azúcar moreno hechas hasta que se caramelizan, y servidas con helado. A menudo este es una Frozen Custard Ted Drewes, una tradición de San Luis desde 1930.

## Restaurantes barbacoa al estilo San Luis
Existen muchos restaurantes que sirven comida hecha a la barbacoa al estilo San Luis, como Super Somkers, Charlotte's Rib, Bandana's, Phil's Barbecue y Roper's Ribs. Los fines de semana se celebran barbacoas al aire libre organizadas por organizaciones benéficas.